# Vértesszőlős
Vértesszőlős község Komárom-Esztergom vármegyében, a Tatabányai járásban. Nemzetközi hírnevét a vértesszőlősi őstelep elnevezésű archeológiai bemutatóhelynek köszönheti, ahol 1965-ben a Homo erectus leleteit tárták fel.

## Fekvése
A község a Tatabányát és Tatát összekötő, rendkívül forgalmas 1-es főút mellett fekszik, előbbitől 2,5 kilométerre északra, utóbbitől 4,5 kilométerre délre; déli határában elhalad az M1-es autópálya is. A hazai vasútvonalak közül a Budapest–Hegyeshalom–Rajka-vasútvonal érinti, melynek egy megállási pontja van itt; Vértesszőlős megállóhely a belterület nyugati szélén helyezkedik el, s a vonal személyvonatai jellemzően megállnak itt.

## Története
Vértesszőlős  már ősidők óta lakott helynek számít.
Neve az 1960-as években vált világszerte ismertté, amikor Pécsi Márton geográfus két tanítványa, Mészáros Imre és Schweitzer Ferenc megtalálta az első csonttöredékeket, illetve eszközöket, majd Vértes László ősrégész vezetésével feltárták Európa egyik legrégibb, mintegy félmillió évvel ezelőtt élt ősemberének, Samunak telephelyét.
A leletek helyén, a falu mésztufa bányájában a Magyar Nemzeti Múzeum Vértesszőlős Őstelep néven bemutatóhelyet alakított ki.
Nagy gazdagságban maradtak meg kőeszközei, tűzhelye, táplálékának maradványai, de előkerült koponyájának egy darabja (tarkócsontja) és foga is.
A leleteket az egykori melegforrásból lerakódott mésztufában és a közbetelepült löszben találták meg. Az átégett csontokból megállapították, hogy ez az ősember már ismerte és használta is a tüzet.
Egy őskori forrás környékét üvegpavilonnal védik, az egykori dagonyázóhely őskori állatok és emberősünk megkövesedett lábnyomait őrzi.

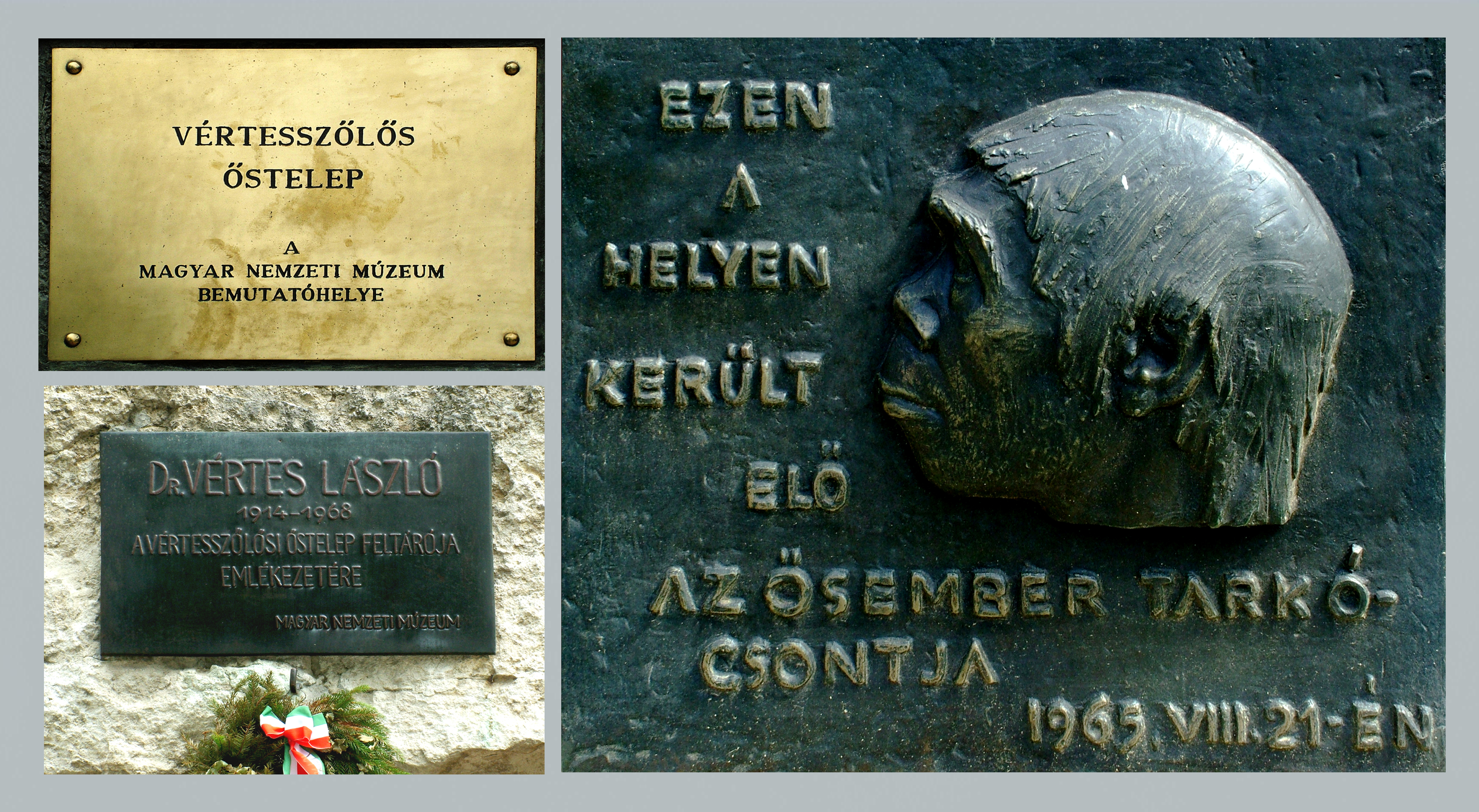
Vértesszőlős: előembertelep

A későbbi időkből a településen avar kori leletek is előkerültek.
A települést írásban 1244-ben említik először.
A török korban sokszor feldúlták, majd a 18. század elején az Esterházy-uradalom részévé vált. Az elnéptelenedett faluba Pozsony, Nyitra és Trencsén vármegyékből katolikus szlovák telepesek érkeztek, akik ettől kezdve a lakosság többségét alkották.
1994-ben a szlovák nemzetiségi hagyományokat bemutató tájházat nyitottak.
Az egykoron királyi vincellérek által lakott község legrégebbi építészeti emléke a 18. századi római katolikus templom.
A község központjának mai képe a 19. század végén alakult ki.

## Közélete

### Polgármesterei
- 1990–1994: Krenner Antalné (független)[3]
- 1994–1998: Vida István (független)[4]
- 1998–2002: Vida István (független)[5]
- 2002–2006: Vida István (független)[6]
- 2006–2010: Dr. Nagy Sándor (független)[7]
- 2010–2014: Dr. Nagy Sándor (független)[8]
- 2014–2019: Nagy Csaba (független)[9]
- 2019–2024: Nagy Csaba (független)[10]
- 2024– : Dr. Bogár István (független)[1]

## Népesség
A település népességének változása:
| Lakosok száma | 3007 | 3024 | 2986 | 3364 | 3547 | 3538 | 3575 |
|               | 2013 | 2014 | 2015 | 2021 | 2022 | 2023 | 2024 |

Egy 1912-re befejezett 1910. évi népszámlás során összesen 1392 lakost számláltak. Ebből 1150 (82,6%) szlovák, 178 (12,8%) magyar, 32 (2,3%) német, és 32 (2,3%) egyéb anyanyelvű, illetve 1351 (97,0%) római katolikus, 23 (1,6%) református, 16 (1,1%) izraelita, 1 ágostai hitvallású evangélikus és 1 egyéb vallású lakost írtak össze. Összlakosságából 1070 fő tudott magyarul beszélni, valamint 922 fő tudott írni és olvasni. 
A 2011-es népszámlálás során a lakosok 87,3%-a magyarnak, 1,5% cigánynak, 0,2% lengyelnek, 2% németnek, 0,2% románnak, 5,2% szlováknak mondta magát (12,6% nem nyilatkozott; a kettős identitások miatt a végösszeg nagyobb lehet 100%-nál). A vallási megoszlás a következő volt: római katolikus 35,2%, református 5,9%, evangélikus 0,4%, görögkatolikus 0,4%, felekezeten kívüli 33,4% (23,6% nem nyilatkozott).
2022-ben a lakosság 85,1%-a vallotta magát magyarnak, 2% szlováknak, 1,2% németnek, 0,9% cigánynak, 0,1-0,1% horvátnak, görögnek, bolgárnak, ukránnak, szerbnek és románnak, 3,2% egyéb, nem hazai nemzetiségűnek (14,7% nem nyilatkozott; a kettős identitások miatt a végösszeg nagyobb lehet 100%-nál). Vallásuk szerint 23,4% volt római katolikus, 6,9% református, 0,7% evangélikus, 0,3% görög katolikus, 0,1% ortodox, 0,1% izraelita, 1,5% egyéb keresztény, 0,7% egyéb katolikus, 25,3% felekezeten kívüli (40,8% nem válaszolt).

## Látnivalók
- Római katolikus Kisboldogasszony templom (Fellner Jakab tervei alapján, 18. század)
- Vértesszőlősi Őstelep: a Magyar Nemzeti Múzeum vértesszőlősi szabadtéri bemutatóhelye
- Szlovák tájház és udvar a paraszti élet eszközeivel

## Képek

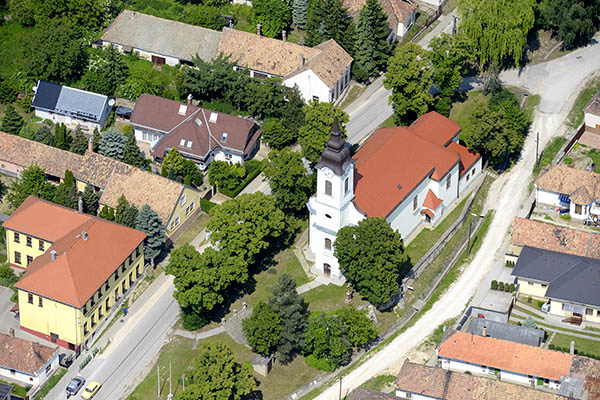
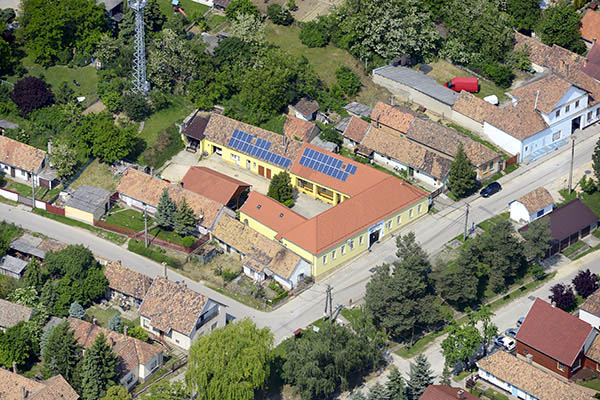
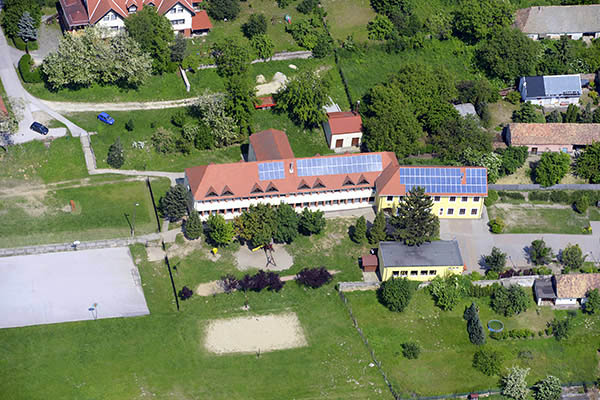
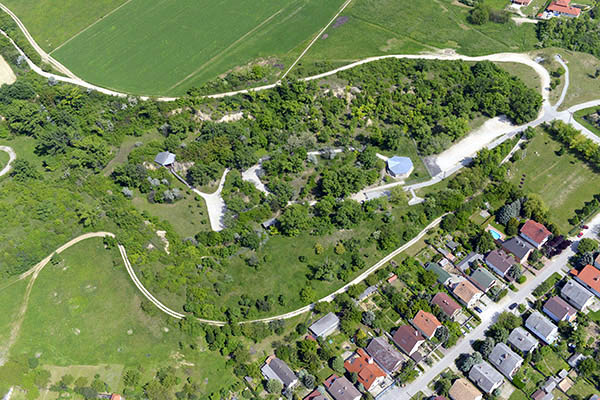
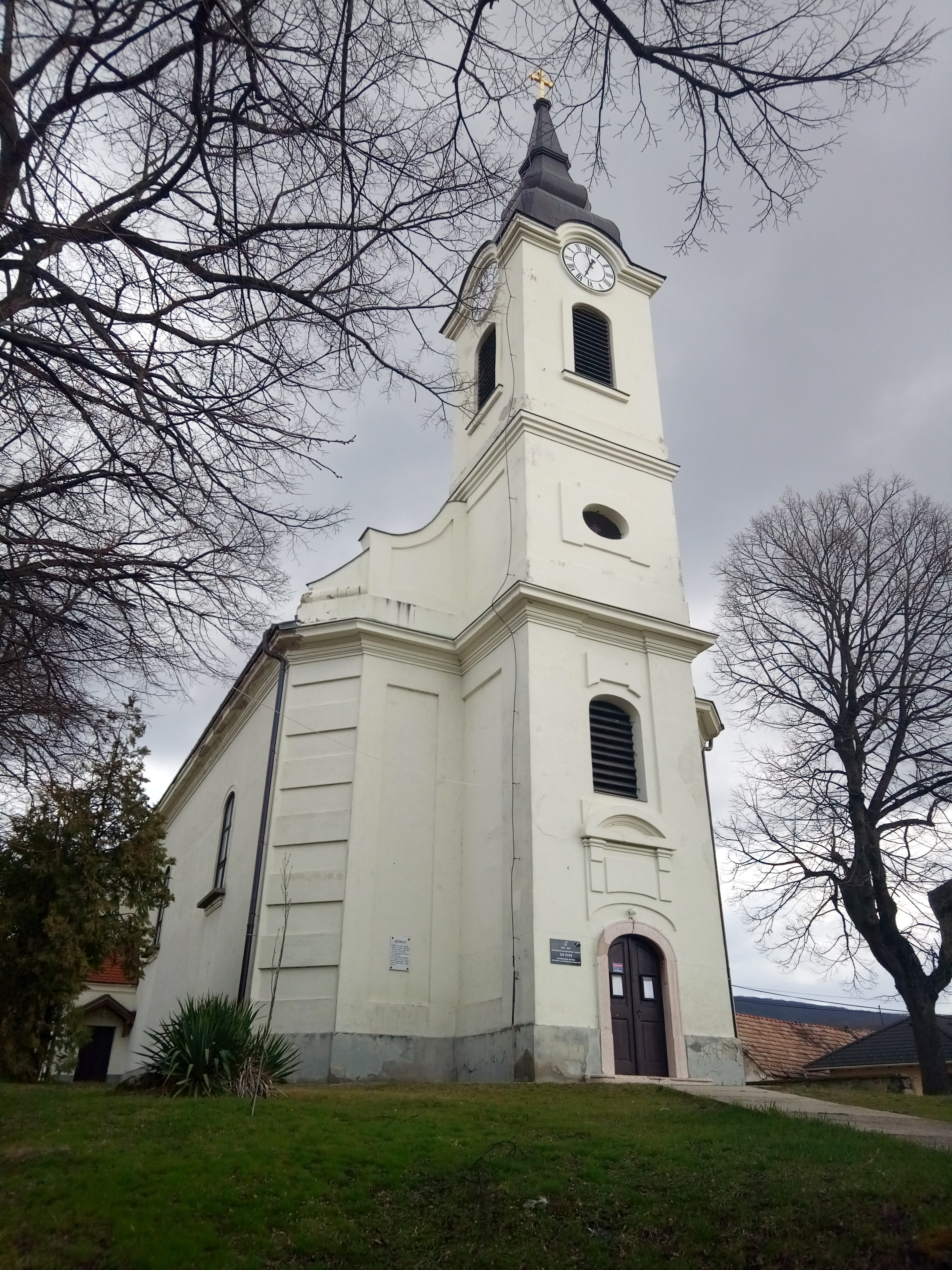
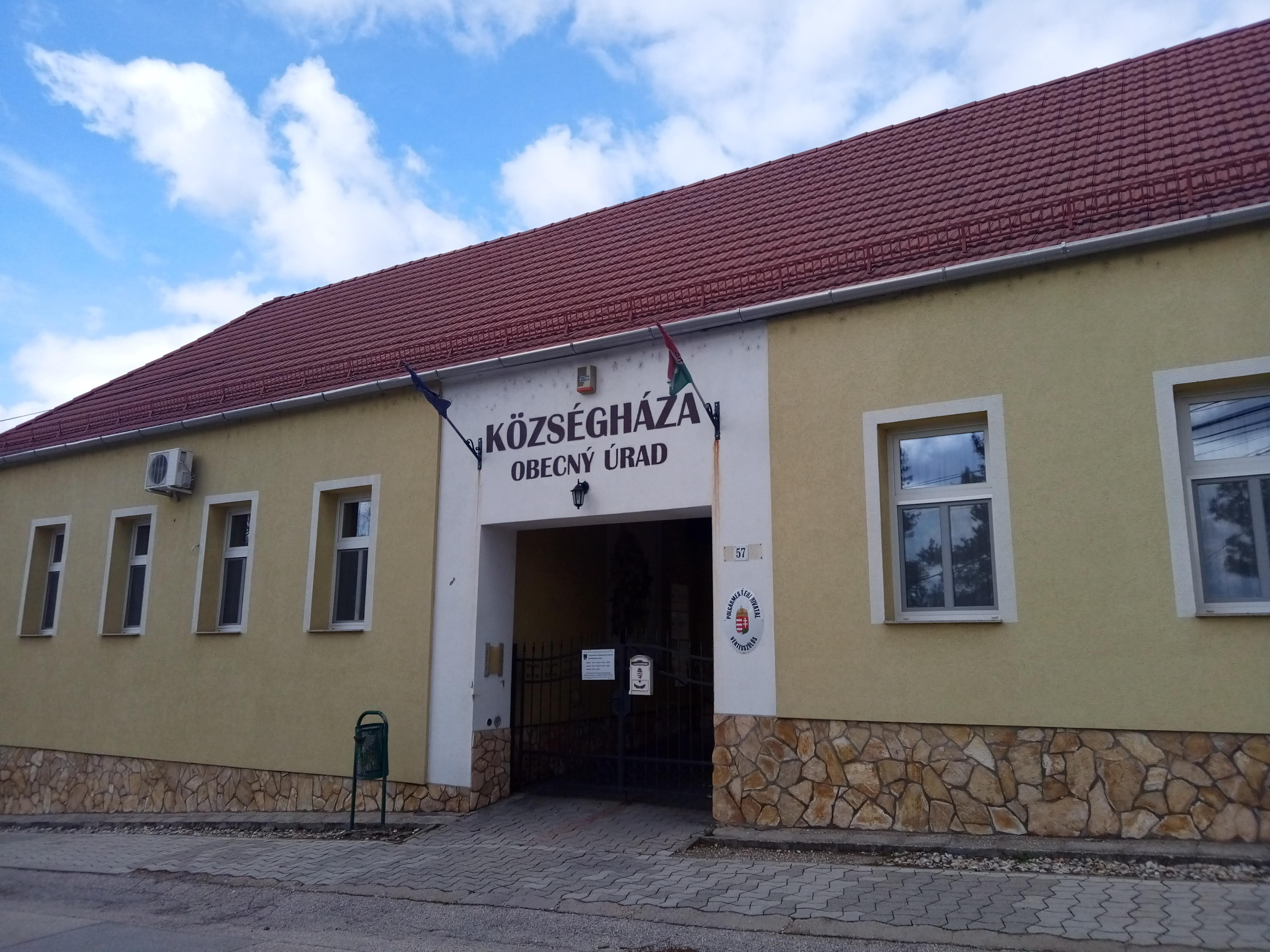

## Testvértelepülései
- Muhr am See, Németország
- Nagyturány, Szlovákia
- Udvard, Szlovákia

## Híres emberek
- Itt szolgált sok évig Fieba József, az 1848/49-es szabadságharc mártírsorsú plébánosa
- Klotz Ignác (1869-1940, Törzsök), egyházi szellemű oktatással foglalkozó plébános, a helyi mondák összegyűjtője, 1901-1916 között volt a település lelkipásztora .